# Cornelius Herman Muller
Cornelius Herman ("Neil") Muller (22 de juliol de 1909 – 26 de gener de 1997) va ser un botànic i un ecòleg estatunidenc que va ser un pioner en l'estudi de l'al·lelopatia.

## Biografia
Es va graduar en la University of Illinois el 1938 amb un Ph.D. en Botànica, Muller treballà pel US Department of Agriculture del 1938 al 1945. Va recollir espècimens de plantes a Mèxic i el sud-oest i sud dels Estats Units. Junt amb la seva esposa es va especialitzar en els roures. Muller morí a Santa Barbara.

## Premis i honors
Muller va donar nom a Quercus cornelius-mulleri i a Quercus mulleri.